# Irene Pepinghege
Irene Pepinghege (Zaanstad, 11 de agosto de 1941) es una deportista alemana que compitió para la RFA en piragüismo en la modalidad de aguas tranquilas. Ganó dos medallas en el Campeonato Mundial de Piragüismo en los años 1970 y 1971.
Participó en dos Juegos Olímpicos de Verano en los años 1972 y 1976, su mejor actuación fue un cuarto puesto logrado en Múnich 1972 en la prueba de K1 500 m.

## Palmarés internacional
| Campeonato Mundial | Campeonato Mundial     | Campeonato Mundial | Campeonato Mundial |
| Año                | Lugar                  | Medalla            | Evento             |
| ------------------ | ---------------------- | ------------------ | ------------------ |
| 1970               | Copenhague (Dinamarca) | Medalla de bronce  | K4 500 m           |
| 1971               | Belgrado (Yugoslavia)  | Medalla de plata   | K4 500 m           |